# تعرض جنسی
تعرض جنسی عملی است که طی آن شخصی عمداً و بی‌اجازه شخص دیگری را برای لذت جنسی بردن لمس کند، یا او را مجبور کند برخلاف میلش عمل جنسی انجام دهد. تعرض جنسی زیرمجموعه‌ای از خشونت جنسی است که خود (خشونت جنسی) شامل موارد زیر است: تجاوز جنسی (دخول زوری به واژن، مقعد، یا دهان یا تعرض جنسی تسهیل‌شده با مواد مخدر)، دستمالی، سوءاستفاده جنسی از کودکان، یا شکنجهٔ جنسی.